# Conus exiguus
El Conus exiguus es una especie de caracol de mar, un molusco gasterópodo marino en la familia Conidae, los caracoles cono y sus aliados.
Al igual que todas las especies dentro del género Conus, estos caracoles son depredadores y venenosos. Son capaces de "picar" a los seres humanos y seres vivos, por lo que debe ser manipulado con cuidado o no hacerlo en absoluto.

## Galería
A continuación se presentan varias formas de color:

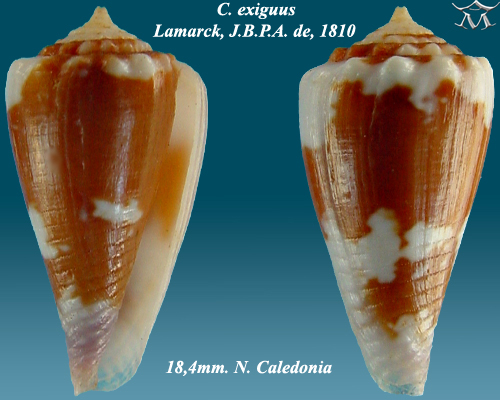
Conus exiguus Lamarck, J.B.P.A. de, 1810
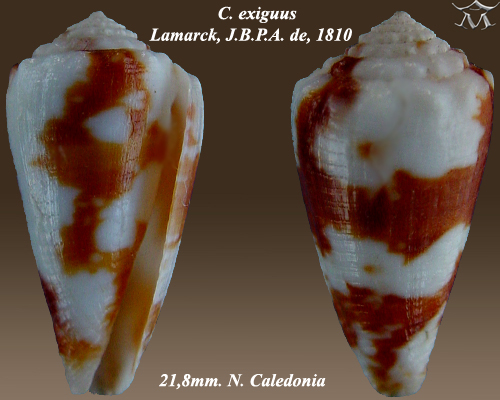
Conus exiguus Lamarck, J.B.P.A. de, 1810
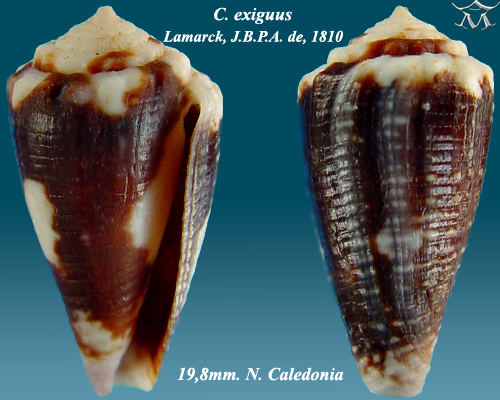
Conus exiguus Lamarck, J.B.P.A. de, 1810

- Datos: Q1304694
- Multimedia: Conus exiguus / Q1304694